# Eesti Karikas 1939
La Coppa d'Estonia 1939 (in estone Eesti Karikas) è stata la 2ª edizione del torneo, nonché l'ultima prima dello scoppio della seconda guerra mondiale. Il TJK ha vinto il trofeo per la prima volta nella sua storia.

## Formula
Parteciparono al torneo undici squadre: sette delle otto squadre iscritte alla Eesti meistrid 1939-1940 (tutte tranne l'Estonia Tallinn) più altre quattro formazioni. Il torneo prevedeva un turno preliminare, quarti, semifinali e finale; i turni erano su partita secca con tempi supplementari in caso di parità e replay in caso di perdurante pareggio.

## Partite

### Turno preliminare
| Squadra 1       | Risultato   | Squadra 2         |
| --------------- | ----------- | ----------------- |
| THK Narva       | 3 – 2       | KS Võitleja Narva |
| Kalev Pärnu     | -           | Sport Tallinn     |
| SK Raudla Tartu | 0 – 0 (dts) | SÜ Esta Tallinn   |

#### Ripetizione
| Squadra 1       | Risultato | Squadra 2       |
| --------------- | --------- | --------------- |
| SK Raudla Tartu | -         | SÜ Esta Tallinn |

### Quarti
| Squadra 1     | Risultato | Squadra 2       |
| ------------- | --------- | --------------- |
| Olümpia Tartu | 2 – 8     | Kalev Tallinn   |
| TJK           | 6 – 5     | Sport Tallinn   |
| Tervis Pärnu  | 1 – 2     | SÜ Esta Tallinn |
| Narva THK     | 3 – 2     | ÜENÜTO          |

### Semifinali
| Squadra 1     | Risultato | Squadra 2       |
| ------------- | --------- | --------------- |
| TJK           | 6 – 2     | Narva THK       |
| Kalev Tallinn | 1 – 0     | SÜ Esta Tallinn |

### Finale
| Tallinn 1939 | TJK | 4 – 1 referto | Kalev Tallinn |  |